# Dörthe Muth
Dörthe Muth (geboren 11. November 1932 als Dörthe Amrhein in Jena; gestorben 20. Juli 2019 in Neuburg am Rhein) war eine deutsche Lehrerin, Konrektorin, SPD-Kommunalpolitikerin und von 1998 bis 2002 Richterin am Verfassungsgerichtshof Rheinland-Pfalz.

## Beruflicher Werdegang
Dörthe Muth wuchs in Berlin und Wien auf und kam 1945 nach Kaiserslautern, die Heimatstadt ihres Vaters. Nach dem Ende des Studiums im Jahr 1955 an der dortigen Pädagogischen Hochschule war sie bis 1992 als Lehrerin tätig, ab 1985 als Konrektorin der Grundschule Kandel.

## Politisches Engagement
Die Interessen von Frauen standen während ihrer gesamten politischen Laufbahn im Mittelpunkt. Das politische Engagement von Dörthe Muth begann 1970 als Vorsitzende der Arbeitsgemeinschaft sozialdemokratischer Frauen im Unterbezirk Südpfalz.  
1971 trat sie in die SPD ein und war Mitbegründerin des Ortsvereins Neuburg, seit 1974 gehört sie dem SPD-Unterbezirk Südpfalz an. 20 Jahre lang war Dörthe Muth im Verbandsgemeinderat Hagenbach aktiv, von 1978 bis 1992 als Fraktionsvorsitzende.
Sie gehörte von 1974 bis 1999 dem Bezirkstag Pfalz an, zunächst nur als Mitglied, dann als Zweite, später Erste Stellvertreterin des Bezirkstagsvorsitzenden. Ab 1979 war sie auch im Bezirksausschuss. 15 Jahre lang hatte sie das Amt der stellvertretenden Bezirkstagsvorsitzenden inne; darüber hinaus war sie Mitglied im Krankenhausausschuss, der für die Belange der damaligen Pfalzklinik Landeck und des Pfalzinstituts für Kinder- und Jugendpsychiatrie in Klingenmünster (heute Pfalzklinikum) zuständig war.

## Ämter und Mitgliedschaften
- Mitglied der GEW[4]
- Seit 1979 Mitglied mehrerer Fachausschüsse[3]
- Ende der 1980er Jahre bis 1991 ehrenamtliche Frauenbeauftragte im Bezirksverband Pfalz
- 1998–2002 stellvertretendes nichtberufsrichterliches Mitglied des Verfassungsgerichtshofs Rheinland-Pfalz[5][6]

## Auszeichnungen und Ehrungen
- 1997 Bundesverdienstkreuz am Bande[1] für ihren vielfältigen Einsatz in der Kommunalpolitik
- 1999 Auszeichnung durch den Landtag Rheinland-Pfalz mit dem Wappenschild des Bezirksverbands Pfalz für ihr langjähriges Engagement

## Privatleben
Ab 1957 lebte Dörthe Muth in Neuburg. Sie hatte zwei Söhne.